# Вятка (Омская область)
Вя́тка — деревня в Усть-Ишимском районе Омской области. Входит в Кайсинское сельское поселение.

## География
Деревня расположена на востоке Усть-Ишимского района в пределах возвышенности Тобольский материк, являющейся частью Западно-Сибирской равнины, на правом берегу реки Кайсы (правый приток Иртыша). Рельеф местности равнинный.
По автомобильной дороге расстояние до административного центра сельского поселения посёлка Кайсы составляет 5,5 км.
В деревне, как и на всей территории Омской области, действует омское время.

## История
Основана как поселок Вятский в 1899 году переселенцами из Орловской и Вятской губерний. В Списке населенных мест издания 1928 года значится с двойным названием — Вятское (Кайсы). На начало 1910-х годов здесь имелись кузница и пожарный сарай, в конце 1920-х годов — школа I ступени, лавка общества потребителей. В 1937 году в селе был построен бондарный завод, к началу 1940-х годов он был переведен в поселок Кайсы.
В 1920-х годах в пределах Тевризского района Тарского округа Сибирсокого края образован Вятский сельсовет (впоследствии в Усть-Ишимском районе Омской области). В 1986 году сельсовет переименован в Кайсинский, центр перенесен в посёлок Кайсы.

## Население
| 1912 | 1926 | 2010 |
| ---- | ---- | ---- |
| 255  | ↗358 | ↘7   |